# Милорад Екмечић
Милорад Екмечић (Пребиловци, 4. октобар 1928 — Београд, 29. август 2015) био је српски историчар, универзитетски професор, академик и члан Сената Републике Српске.

## Биографија
Рођен је у Пребиловцима, општина Чапљина, 4. октобра 1928. године, од оца Илије и мајке Кристине. Основну школу (четири разреда) завршио је у Чапљини, а гимназију у Мостару 1947, уз ослобађање од матуре.
У току Другог светског рата, Екмечић је изгубио 78 чланова породице у масакру у Пребиловцима. Отац Илија, ујак и други чланови породице су убијени од стране комшија, хрватских усташа који су извршили геноцид над српским народом у Независној држави Хрватској. Убијени у Пребиловцима су 2015. године унети у именослов Српске православне цркве и канонизовани као Свети мученици пребиловачки.
Рат је провео до 1943. године у Чапљини, а након губитка и мајке — у Пребиловцима на слободној територији. Од октобра 1944. до јула 1945. године био је у НОВ. Уписао је општу историју на Свеучилишту у Загребу, где дипломира 1952. године. Исте је године изабран за асистента на новоотвореном Филозофском факултету у Сарајеву, али је због болести на дужност ступио неколико месеци касније. Провео годину дана на истраживачком раду у архивима у Загребу, Београду, Задру, као и неколико месеци у Бечу.
Докторску дисертацију „Устанак у Босни 1875—1878.” одбранио је на Свеучилишту у Загребу 1958. године и она је до сада доживела три издања и непотпун превод на немачки језик (у издању Института за историју југоисточне Европе у Грацу).
Након специјализације у Принстону (САД) од годину дана, наставио са радом на Филозофском факултету у Сарајеву све до избијања грађанског рата 1992. године.
У мају 1992. године је био ухапшен од стране муслиманских „Зелених беретки” заједно са породицом, и након малтретирања пуштен у кућни притвор (из основне школе Вратник). Успео је да тајно пребегне на територију Републике Српске, а касније да пређе у Србију. Након тога је од септембра 1992. до пензионисања 1. октобра 1994. био редовни професор Филозофског факултета у Београду.
За дописног члана Академије наука и умјетности БиХ изабран 1973, а за редовног 1981. године. Постао је 16. новембра 1978. године члан Српске академије наука и уметности ван радног састава, у радни састав преведен 1. јула 1992. године. Био је дописни члан и Црногорске академије наука и умјетности од 1993, као и члан ван радног састава Академије наука и умјетности Републике Српске од 1996. године. Милорад Екмечић је био члан Сената Републике Српске у другом сазиву од 2009. године.
Његова сабрана дела у 15 томова објављена су 2022. године.

## Награде
Дана 1. новембра 2010. године предсједник Републике Српске Рајко Кузмановић га је одликовао Орденом части са златним зрацима. Добитник је Кочићеве награде 2004. године, а децембра 2011. године добио је Орден Светог Саве.
По њему је названо Удружење историчара Републике Српске „Милорад Екмечић”.

## Дела
- Историјске и стратешке основе Републике Српске, научни скуп: Република Српска — 15 година опстанка и развоја, Академија наука и умјетности Републике Српске, Бањалука (26. и 27. јуни 2007)
- Србија између Средње Европе и Европе. — Београд : Политика : БМГ, 1992. — 129 стр. ; 21  — (Библиотека Српско питање)
- Ратни циљеви Србије : 1914-1918. — Београд : Политика : БМГ, 1992. — 229 стр. ; 21  — (Библиотека Српско питање)
- Жива реч Милорада Екмечића / Милорад Екмечић ; (разговоре водио) Милош Јевтић. — Горњи Милановац : Дечје новине, 1990. — 139 стр. : илустр. ; 20 . — (Одговори / Милош Јевтић ; 11) (Библиотека Разговори)
- Екмечић, Милорад (1989). Стварање Југославије 1790-1918. 1. Београд: Просвета.
- Екмечић, Милорад (1989). Стварање Југославије 1790-1918. 2. Београд: Просвета.
- Екмечић, Милорад (1981). „Српски народ у Турској од средине XIX века до 1878”. Историја српског народа. 5 (1). Београд: Српска књижевна задруга. стр. 447—526.
- Екмечић, Милорад (1983). „Друштво, привреда и социјални немири у Босни и Херцеговини”. Историја српског народа. 6 (1). Београд: Српска књижевна задруга. стр. 555—603.
- Екмечић, Милорад (1983). „Национални покрет у Босни и Херцеговини”. Историја српског народа. 6 (1). Београд: Српска књижевна задруга. стр. 604—648.
- Екмечић, Милорад (1973). Ратни циљеви Србије 1914. Београд: Српска књижевна задруга.
  - 2. издање: Екмечић, Милорад (1990). Ратни циљеви Србије 1914. Београд: Просвета.
  - 3. издање: Екмечић, Милорад (2014). Ратни циљеви Србије 1914. Београд-Гацко: Филип Вишњић, Просвјета.
- Историја Југославије са Владимиром Дедијером, Иваном Божићем и Симом Ћирковићем, " Просвета ", Београд, 1972. (превод: History of Yugoslavia, Њујорк 1974;
- Устанак у Босни: 1875-1878, Сарајево 1960 (II изд. 1973, III. измењено изд. — Београд : Службени лист СРЈ : Балканолошки институт САНУ, 1996. — стр. 428; 25 cm.);
- Основе грађанске диктатуре у Европи између два рата, Сарајево 1965;
- Дуго кретање од орања до клања, Београд 2010;

Збирке студија:
- Огледи из историје, " Службени лист ", Београд, 1999. p. 498
- Радови из историје Босне и Херцеговине XIX века, БИГЗ, Београд, 1997. p. 483.